# 李桐春
李桐春（1927年3月26日—2014年3月30日），臺灣京劇暨電影演員，行當為武生，有「活關公」稱號。

## 生平
李桐春為滿族人，1927年3月26日生於河北省雄縣。他出身梨園世家，父李永利是著名武淨（武花臉），五兄弟均子承父業。李桐春行二，其長兄為名武生李萬春，儿子即为李艺民，么弟李環春即演員李志希與李志奇的父親。
1949年，李桐春與李環春加入中國國劇團，來臺演出之後即滯留臺灣。其後，兄弟倆加入軍中劇團，演出大量勞軍戲。1976年起，李桐春與胡少安合演電視京劇《忠義劇展》等，為臺灣觀眾所熟知。1985年，他加入藝工總隊國光藝校，於十年後退休。他被譽為臺灣最具代表性的關公演員。
2014年3月28日，李桐春因氣喘送醫，於兩天後辭世，享年八十七歲。

## 演出作品

### 京劇
- 忠義劇展 (1976)
- 古城會
- 漢津口
- 華容道
- 霸王別姬

### 電影
- 馬哥波羅 (1975) ... 忽必烈
- 蔡李佛小子 (1976)
- 拳精 (1978)
- 天狼星 (1979)
- 鑰匙遊戲 (1982)
- 老莫的第二個春天 (1984)
- 飛俠阿達 (1994)

## 動作設計作品
- 紅孩兒 (1975)

## 榮譽
1997年，李桐春榮膺「亞洲最傑出藝人獎」得獎者，於紐約林肯中心接受表揚。

## 外部連結
- 李桐春在互联网电影资料库（IMDb）上的資料（英文）
- 李桐春在香港影庫上的簡介
- 李桐春在时光网上的簡介（简体中文）